# Антонолини, Фердинанд
Фердинанд (Фердинандо) Антонолини (1774—1824) — композитор, дирижёр, музыкальный педагог, итальянец по национальности.

## Биография
Фердинанд Антонолини жил в России, занимался преподаванием пения в Санкт-Петербургском театральном училище. С 1796 года служил придворным капельмейстером. Сын капельмейстера Императорских театров при Екатерине II и Павле I, начал службу при Александре I учителем пения великой княгини. Ему вместе с отцом принадлежит музыка ряда поставленных на русской столичной сцене опер.
Масон, к 1810 году почётный член ложи и брат-гармонии петербургской масонской ложи «Соединённых друзей». С 1810 года член петербургской ложи «Палестина». К 1812 году член капитула «Гора Фавор».
Антонолини является автором музыки ко многим балетам, к некоторым из них музыка была написана в соавторстве с Кавосом. Также Антонолини автор аранжировки хоров, танцев, куплетов.
Фердинанд Антонолини в своей музыке нёс некоторые черты венской классической музыкальной школы.

## Произведения
Оперы
- Карачун, или Старинные диковинки (1805)
- Ломоносов, или Рекрут-стихотворец (1814)
- Жёлтый Карло («Желтый Карло, или Волшебница мрачной пустыни») (1815)
- Добрыня Никитич, или Страшный замок (1818, в соавторстве с Кавосом)
- Жар-птица, или Приключение Левсила царевича (1822, в соавторстве с Кавосом)
- Мирослава, или Костёр смерти (1827, в соавторстве с Кавосом)

Балеты
- Калиф Багдадский, или Приключение молодости Гаруна-аль-Рашида (1818)
- Кора и Алонзи, или Дева Солнца (1820)
- Альцеста, или Сошествие Геркулеса в ад
- Молодая Молочница, или Нисетта и Лука
- Хензи и Тао

Оратория
- Страшный суд

## Семья
- Сын — Улисс (1819—1877) был артистом-певцом Императорских театров[2].